# Helina latiscissa
Helina latiscissa är en tvåvingeart som beskrevs av Xue 1992. Helina latiscissa ingår i släktet Helina och familjen husflugor.
Artens utbredningsområde är Liaoning (Kina). Inga underarter finns listade i Catalogue of Life.